# Województwo stanisławowskie

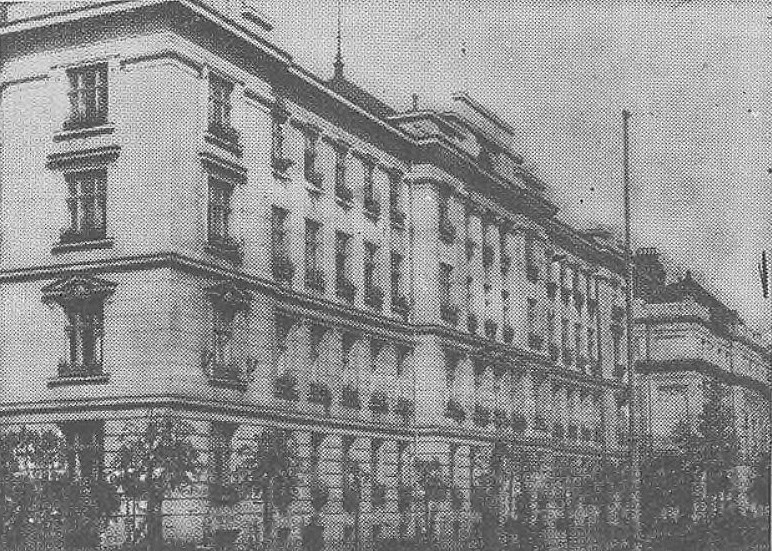
Gmach urzędu wojewódzkiego w Stanisławowie (ok. 1937)

Województwo stanisławowskie – województwo II Rzeczypospolitej utworzone 23 grudnia 1920 ze stolicą w Stanisławowie. Innymi głównymi miastami województwa były Kołomyja, Stryj, Knihinin (do 1925), Śniatyn, Turka (do 1931) i Horodenka.
Po II wojnie światowej województwo stanisławowskie znalazło się poza granicami Polski. Przy Polsce pozostały jedynie dwa bieszczadzkie skrawki dawnego powiatu turczańskiego, który do 1931 roku należał do województwa stanisławowskiego: a) zachodnie części dawnych gmin Tarnawa Niżna (z Tarnawą Niżną i Mucznem) i Sianki (z wyludnioną połową Sianek) na samym południu Polski, oraz b) północno-zachodnia część gminy Łomna (z Bystrem, Lipiem i Michniowcem) oraz niezamieszkany skrawek gminy Ławrów (stoki między Bandrowem Narodowym a Bystrem).

## Status prawny
26 września 1922 roku Sejm RP uchwalił Ustawę o zasadach powszechnego samorządu wojewódzkiego, a w szczególności województwa lwowskiego, tarnopolskiego i stanisławowskiego, przewidującą dla województwa stanisławowskiego pewną formę autonomii. Ustawa zakładała powołanie 60-osobowego, dwuizbowego sejmiku wojewódzkiego, składającego się z dwóch kurii narodowościowych: polskiej i ukraińskiej (oficjalnie określanej jako ruską), obu liczących po 30 członków. Każda z nich miała obradować osobno, przy czym w sprawach wspólnych, tzn. dotyczących całego województwa, wymagana była zgoda obu kurii. Do kompetencji sejmiku miały należeć sprawy dotyczące wyznań religijnych, oświecenia publicznego (z wyjątkiem szkolnictwa wyższego), dobroczynności publicznej, zdrowia, budownictwa, rolnictwa (z wyjątkiem reformy rolnej i środków służących do popierania rolnictwa), promowania przemysłu i handlu, melioracji, organizacji administracji gmin i powiatów, budżetu województwa i inne przekazane mu przez Sejm RP.
Organem wykonawczym sejmiku ustanowiono wydział wojewódzki, składający się z wojewody, zastępcy wojewody, 8 członków wybieranych po połowie przez kurie polską i ukraińską oraz 4 powoływanych przez wojewodę. Wydział wojewódzki miał dzielić się na dwie sekcje narodowościowe, obradujące w trybie przewidzianym dla sejmików. Dziennik Urzędowy województwa miał być publikowany w językach polskim i ukraińskim. Zakazano prowadzenia przez państwo kolonizacji ziemskiej na obszarze województwa, a przy mianowaniu urzędników nakazano uwzględniać, obok wymaganych kwalifikacji, także narodowość kandydatów, tak aby skład personalny urzędów wojewódzkich odpowiadał rzeczywistym potrzebom narodowościowym. Postanowienia tej ustawy nigdy nie zostały wprowadzone w życie.
Brak ukraińskiej autonomii na terenie Galicji Wschodniej był sprzeczny z międzynarodowymi zobowiązaniami Polski, takimi jak uchwała Rady Ambasadorów z 15 marca 1923 r. o zatwierdzeniu wschodnich granic Polski.

## Demografia
Ludność województwa w roku 1921 liczyła 1 348 580, w roku 1931 1 480 300 mieszkańców. Dane spisu 1921 obejmują powiat turczański, wyłączony z województwa stanisławowskiego w kwietniu 1931 (przeszedł do województwa lwowskiego). Dane z 1931 już bez powiatu turczańskiego.

### Ludność województwa stanisławowskiego według deklarowanej narodowości 1921
- Ukraińcy[11] – 941 335 (69,8%)[12]
- Polacy[13] – 299 033 (22,2%)
- Żydzi[14] – 91 830 (6,8%)
- Niemcy[15] – 15 595 osób (1,2%).

Według Pierwszego Powszechnego Spisu Ludności z 30 IX 1921.

### Ludność województwa stanisławowskiego według deklarowanego wyznania 1921
- wyznanie greckokatolickie – 996 306 (73,9%)
- wyznanie rzymskokatolickie – 195 706 (14,5%)
- judaizm – 145 226 (10,8%)
- protestantyzm (luteranizm, kalwinizm i in.) – 10 270 osób (0,8%).

Według Pierwszego Powszechnego Spisu Ludności z 30 IX 1921.

### Ludność województwa stanisławowskiego w powiatach według deklarowanego języka ojczystego 1931
| Województwo stanisławowskie |                 |                   |                 |               |           |
| Powiat                      | Polacy          | Ukraińcy          | Żydzi           | Niemcy        | Ogółem    |
| doliński                    | 21 158 (17,87%) | 83 880 (70,86%)   | 9 031 (7,63%)   | 4 013 (3,39%) | 118 373   |
| horodeński                  | 27 751 (29,87%) | 59 957 (64,54%)   | 5 031 (5,42%)   | 16 (0,02%)    | 92 894    |
| kałuski                     | 18 637 (18,23%) | 77 506 (75,80%)   | 5 109 (5,0%)    | 944 (0,92%)   | 102 252   |
| kołomyjski                  | 52 006 (29,55%) | 110 533 (62,8%)   | 11 191 (6,36%)  | 1 875 (1,06%) | 176 000   |
| kosowski                    | 6 718 (7,15%)   | 79 838 (84,98%)   | 6 730 (7,16%)   | 25 (0,03%)    | 93 952    |
| nadwórniański               | 16 907 (12,02%) | 112 128 (79,69%)  | 11 020 (7,83%)  | 343 (0,24%)   | 140 702   |
| rohatyński                  | 36 152 (28,41%) | 85 245 (66,99%)   | 6 111 (4,8%)    | 32 (0,02%)    | 127 252   |
| stanisławowski              | 49 032 (24,72%) | 120 214 (60,6%)   | 26 996 (13,61%) | 1 706 (0,86%) | 198 359   |
| stryjski                    | 25 186 (16,5%)  | 106 183 (69,57%)  | 15 413 (10,1%)  | 5 497 (3,6%)  | 152 631   |
| śniatyński                  | 17 206 (22,05%) | 56 007 (71,78%)   | 4 341 (5,56%)   | 346 (0,44%)   | 78 025    |
| tłumacki                    | 44 958 (38,75%) | 66 659 (57,45%)   | 3 677 (3,17%)   | 502 (0,43%)   | 116 028   |
| żydaczowski                 | 16 464 (19,64%) | 61 098 (72,89%)   | 4 728 (5,64%)   | 1 438 (1,72%) | 83 817    |
| Ogółem:                     | 332 175 (22,4%) | 1 019 248 (68,9%) | 109 378 (7,4%)  | 16 737 (1,1%) | 1 480 285 |

Ogółem:
- Polacy – 332 175 (22,44%)
- Ukraińcy – 1 019 248 (68,83%)
- Żydzi – 109 378 (7,39%)
- Niemcy – 16 737 (1,1%)

Według Drugiego Powszechnego Spisu Ludności z 9 XII 1931 roku

### Ludność województwa stanisławowskiego w powiatach według deklarowanego wyznania 1931
| Województwo stanisławowskie |                   |                  |                 |               |         |
| Powiat                      | rzymskokatolickie | greckokatolickie | judaizm         | protestantyzm | Ogółem  |
| doliński                    | 15 630 (13,20%)   | 89 761 (75,83%)  | 10 471 (8,85%)  | 2 324 (1,96%) | 118 373 |
| horodeński                  | 15 519 (16,70%)   | 69 728 (75,06%)  | 7 480 (8,05%)   | 35 (0,04%)    | 92 894  |
| kałuski                     | 14 418 (14,10%)   | 80 706 (78,93%)  | 6 249 (6,11%)   | 716 (0,7%)    | 102 252 |
| kołomyjski                  | 31 925 (18,4%)    | 121 240 (68,89%) | 20 887 (11,87%) | 1 575 (0,89%) | 176 000 |
| kosowski                    | 4 976 (5,30%)     | 80 848 (86,05%)  | 7 826 (8,33%)   | 22 (0,02%)    | 93 952  |
| nadwórniański               | 15 214 (10,81%)   | 113 017 (80,32%) | 11 663 (8,30%)  | 543 (0,39%)   | 140 702 |
| rohatyński                  | 27 108 (21,30%)   | 90 406 (71,04%)  | 9 466 (7,44%)   | 50 (0,04%)    | 127 252 |
| stanisławowski              | 42 519 (21,43%)   | 123 767 (62,4%)  | 29 525 (14,88%) | 2 064 (1,04%) | 198 359 |
| stryjski                    | 23 404 (15,33%)   | 108 052 (70,79%) | 17 115 (11,21%) | 3 708 (2,43%) | 152 631 |
| śniatyński                  | 8 659 (11,1%)     | 61 755 (79,15%)  | 7 073 (9,06%)   | 344 (0,44%)   | 78 025  |
| tłumacki                    | 31 478 (27,13%)   | 76 621 (66,04%)  | 6 702 (5,78%)   | 1 022 (0,88%) | 116 028 |
| żydaczowski                 | 15 094 (18,01%)   | 63 118 (75,30%)  | 5 289 (6,31%)   | 89 (0,11%)    | 83 817  |
| Ogółem (tys.):              | 245,9 (16,61%)    | 1 079 (72,89%)   | 139,7 (9,44%)   | 12,4 (0,83%)  | 1 480,3 |

Ogółem:
- wyznanie greckokatolickie – 1 079 000 (72,9%)
- wyznanie rzymskokatolickie – 246 000 (16,6%)
- judaizm – 139 700 (9,4%)
- protestantyzm (luteranizm, kalwinizm i in.) – 12 500 osób (0,8%).

Według Drugiego Powszechnego Spisu Ludności z 9 XII 1931 roku
Administracja państwowa II Rzeczypospolitej, wbrew oficjalnie głoszonemu stanowisku, za Polaków uważała faktycznie wyłącznie ludność rzymskokatolicką, uznając że podział wyznaniowy pokrywa się z narodowościowym.

### Struktura demograficzna (1931)[3]
Liczba ludności (dane z 9 grudnia 1931):
|        | Ogółem    | Ogółem | Kobiety | Kobiety | Mężczyźni | Mężczyźni |
| osób   | %         | osób   | %       | osób    | %         |           |
| ------ | --------- | ------ | ------- | ------- | --------- | --------- |
| Ogółem | 1 480 285 | 100    | 765 722 | 51,73   | 714 563   | 48,27     |
| Miasto | 295 150   | 19,94  | 156 089 | 10,54   | 139 061   | 9,39      |
| Wieś   | 1 185 135 | 80,06  | 609 633 | 41,18   | 575 502   | 38,88     |

▶Wieś vs ▶miasto
Ogółem (▶k, ▶m)
Miasto (▶k, ▶m)
Wieś (▶k, ▶m)

## Podział administracyjny
Powierzchnia powiatów według stanu na 1939 r., w przypadku wcześniejszego zniesienia lub zmiany przynależności wojewódzkiej powiatu na ostatni rok istnienia w ramach danego województwa. Liczba ludności na podstawie spisu powszechnego z 1931 r., w przypadku powiatów zniesionych lub przeniesionych przed tą datą, dane ze spisu powszechnego z 1921 r.
| Powiat                   | Powierzchnia (km²) | Liczba mieszkańców | Siedziba (liczba mieszkańców) |
| ------------------------ | ------------------ | ------------------ | ----------------------------- |
| bohorodczański (do 1932) | 854                | 70 212             | Bohorodczany (2615)           |
| doliński                 | 2397               | 118 400            | Dolina (9616)                 |
| horodeński               | 849                | 92 900             | Horodenka (12 303)            |
| kałuski                  | 1137               | 102 300            | Kałusz (12 131)               |
| kołomyjski4              | 1339               | 176 000            | Kołomyja (33 391)             |
| kosowski                 | 1839               | 93 900             | Kosów Huculski (5653)         |
| nadwórniański            | 2472               | 140 700            | Nadwórna (8716)               |
| peczeniżyński (do 1929)  | 496                | 43 085             | Peczeniżyn (5984)             |
| rohatyński               | 1147               | 127 300            | Rohatyn (7513)                |
| skolski (do 1932)        | 1268               | 50 310             | Skole (5989)                  |
| stanisławowski           | 1249               | 198 400            | Stanisławów (60 256)          |
| stryjski                 | 2081               | 152 600            | Stryj (30 682)                |
| śniatyński               | 567                | 78 000             | Śniatyn (10 915)              |
| tłumacki                 | 934                | 116 000            | Tłumacz (6836)                |
| turczański (do 1931)     | 1459               | 76 645             | Turka (10 030)                |
| żydaczowski              | 883                | 83 800             | Żydaczów (4534)               |

## Wojewodowie stanisławowscy w II Rzeczypospolitej
- Edmund Jurystowski 1 września 1921 – 18 sierpnia 1925
- Aleksander Des Loges 18 sierpnia 1925 – 25 października 1926
- Władysław Korsak 18 grudnia 1926 – 12 września 1927
- Aleksander Morawski 28 października 1927 – 30 października 1928
- Bronisław Nakoniecznikow-Klukowski 30 października 1928 – 29 sierpnia 1930
- Zygmunt Jagodziński 3 września 1930 – 1 lutego 1936 (p.o. do 2 lutego 1931)
- Mieczysław Starzyński 11 lutego 1936 – 22 czerwca 1936 (p.o.)
- Jan Sawicki 23 czerwca 1936 – lipiec 1936
- Stefan Pasławski 14 lipca 1936 – 20 stycznia 1939
- Stanisław Jarecki 20 stycznia 1939 – 2 września 1939

Wicewojewodowie
- Alojzy Kaczmarczyk (do lutego 1937)[25]
- Mieczysław Seydlitz (od lutego 1937)[26]

## Miasta i miasteczka

### Synteza
W latach międzywojennych istniały trzy rodzaje jednostek osadniczych o charakterze topograficznie miejskim: miasto, miasteczko i osada miejska. Na terenie woj. stanisławowskiego występowały dwie formy (miasta i miasteczka).
Określenie miasto miało w latach międzywojennych trojakie znaczenie. Mogło odnosić się wyłącznie do charakteru prawnego miejscowości (a więc typu jednostki administracyjnej), co nie znaczyło automatycznie że „miasto administracyjne” faktycznie posiadało prawa miejskie. Podstawą zaliczenia danej miejscowości do grupy miast było tzw. kryterium administracyjne, jako najwięcej odpowiadające rozwojowi stosunków i życia. Mimo że większość miast prawnych prawa miejskie posiadała, wiele z nich miało zaledwie prawa miasteczka, a niektóre miasta (np. Knihinin) były wręcz wsiami.
Odwrotnie wiele miasteczek – a więc faktycznie posiadających prawa miasteczka, a nawet prawa miejskie (np. Sołotwina) – były gminami wiejskimi (chodzi tu o gminy jednostkowe sprzed komasacji w gminy zbiorowe w 1934 roku). Jednostki te w ogólnych publikacjach nie są zaliczane do miast (a więc nie wpływają na liczbę miast województwa), co jednak lekceważy fakt posiadania praw miasteczka (poniższa tabela je uwzględnia z zachowaną dystynkcją).
Ponadto niektóre miejscowości posiadały w nazwie wyraz Miasto – pisany od dużej litery – mimo braku praw miejskich (np. Stratyn Miasto, Marjampol Miasto, Gwoździec Miasto). Wyraz ten stanowił integralną część nazwy miejscowości (choć nie przesądzał bynajmniej jej charakteru topograficznego) aby odróżnić ją od innej (topograficznie wiejskiej) miejscowości o identycznej nazwie w tej samej okolicy (np. Stratyn-Wieś, Marjampol-Wieś).
Miasta prawne galicyjskie (województwa krakowskie, lwowskie, stanisławowskie i tarnopolskie) należały do trzech kategorii:
- miasta o własnym statucie
  - do kategorii tej należały tylko Lwów[27] i Kraków[28]
- miasta rządzące się ustawą z 13 marca 1889 roku[29]
  - miasta należące do tej kategorii posiadały wszystkie przywileje miast (prawa miejskie), z wyjątkiem miasteczka Buczacz
- miasta rządzące się ustawą z 3 lipca 1896 roku[30]
  - miasta należące do tej największej kategorii posiadały najczęściej przywileje a) miasteczek, rzadziej b) miast a czasem wyjątkowo (7 miejscowości) niektóre były c) wsiami

13 lipca 1933 roku weszła w życie ustawa o częściowej zmianie ustroju samorządu terytorialnego, stanowiąca znoszenie miast o liczbie mieszkańców niższej niż 3000 w drodze rozporządzeń Rady Ministrów, a większych miast w drodze ustawodawczej. Ustawa z 3 lipca 1896 roku przestała obowiązywać w ciągu roku od wejścia w życie ustawy (czyli do lipca 1934) przez co miasta i miasteczka rządzące się ustawą z 1896 roku i liczące powyżej 3000 mieszkańców zostały automatycznie podniesione do rangi miast objętych ustawą z 1889 roku. Tak więc 31 miast/miasteczek rządzących się ustawą z 1896 roku i liczących w 1933 roku mniej niż 3000 mieszkańców, a także 8 (9) gmin miejskich będących wsiami (niezależnie od liczby ludności) zostałyby według nowego prawa przekształcone w gminy wiejskie. Jednakże indywidualnymi rozporządzeniami za miasta uznano 20 mniejszych miast oraz wszystkie wsie stanowiące gminy miejskie. Równocześnie do rzędu miast podniesiono także trzy dotychczasowe gminy wiejskie. Na mocy ustawy z 1933 łącznie 12 miejscowości (w tym jedna wieś) utraciło status gmin miejskich.
W poniższej sortowalnej tabeli umieszczono wszystkie miasta i miasteczka województwa stanisławowskiego obu typów z podziałem na charakter prawny (rodzaj jednostki administracyjnej) i przywileje (prawa miejskie/miasteczka).

### Wykaz
Stan ludności: na 30 września 1921 roku (niezależnie od statusu jednostki w 1921 roku)

Główne źródło: Skorowidz miejscowości Rzeczypospolitej Polskiej – Tom XIV – Województwo Stanisławowskie, Główny Urząd Statystyczny Rzeczypospolitej Polskiej, Warszawa 1924

Źródła uzupełniające: Dzienniki Ustaw, przedstawione w przypisach
| Herb | Miejscowość             | Charakter prawny | Przywileje | Powiat         | Liczba mieszk. |
| ---- | ----------------------- | ---------------- | ---------- | -------------- | -------------- |
|      | Bohorodczany            | Miasto           | Miasteczko | bohorodczański | 2615           |
|      | Bolechów                | Miasto           | Miasto     | doliński       | 3150           |
|      | Bołszowce               | Miasto           | Miasteczko | rohatyński     | 2186           |
|      | Bukaczowce              | Gmina wiejska    | Miasteczko | rohatyński     | 2251           |
|      | Bursztyn                | Miasto           | Miasteczko | rohatyński     | 3581           |
|      | Chocimierz              | Gmina wiejska    | Miasteczko | tłumacki       | 2419           |
|      | Czernelica              | Gmina wiejska    | Miasteczko | horodeński     | 3203           |
|      | Delatyn                 | Miasto           | Miasteczko | nadwórniański  | 5973           |
|      | Dolina                  | Miasto           | Miasto     | doliński       | 8766           |
|      | Firlejów                | Gmina wiejska    | Miasteczko | rohatyński     | 1210           |
|      | Gwoździec               | Gmina wiejska    | Miasteczko | kołomyjski     | 1992           |
|      | Halicz                  | Miasto           | Miasto     | stanisławowski | 3442           |
|      | Horodenka               | Miasto           | Miasteczko | horodeński     | 9907           |
|      | Jabłonów                | Gmina wiejska    | Miasteczko | peczeniżyński  | 1789           |
|      | Jezupol                 | Gmina wiejska    | Miasteczko | stanisławowski | 3014           |
|      | Kałusz                  | Miasto           | Miasteczko | kałuski        | 6619           |
|      | Kamionka Wielka         | Gmina wiejska    | Miasteczko | kołomyjski     | 3195           |
|      | Knihinin                | Miasto           | Wieś       | stanisławowski | 16554          |
|      | Knihynicze              | Gmina wiejska    | Miasteczko | rohatyński     | 1491           |
|      | Kołomyja                | Miasto           | Miasto     | kołomyjski     | 41097          |
|      | Konkolniki              | Gmina wiejska    | Miasteczko | rohatyński     | 644            |
|      | Kosów                   | Miasto           | Miasteczko | kosowski       | 4234           |
|      | Kułaczkowce             | Gmina wiejska    | Miasteczko | kołomyjski     | 2644           |
|      | Kuty                    | Miasto           | Miasto     | kosowski       | 5504           |
|      | Łysiec                  | Gmina wiejska    | Miasteczko | bohorodczański | 1533           |
|      | Marjampol               | Gmina wiejska    | Miasteczko | stanisławowski | 940            |
|      | Mikołajów nad Dniestrem | Miasto           | Miasteczko | żydaczowski    | 3156           |
|      | Nadwórna                | Miasto           | Miasteczko | nadwórniański  | 6062           |
|      | Niżniów                 | Gmina wiejska    | Miasteczko | tłumacki       | 4654           |
|      | Obertyn                 | Gmina wiejska    | Miasteczko | horodeński     | 4671           |
|      | Otynia                  | Gmina wiejska    | Miasteczko | tłumacki       | 4455           |
|      | Peczeniżyn              | Miasto           | Miasteczko | peczeniżyński  | 5984           |
|      | Pistyń                  | Gmina wiejska    | Miasteczko | kosowski       | 3306           |
|      | Podgrodzie              | Gmina wiejska    | Miasteczko | rohatyński     | 855            |
|      | Podkamień               | Gmina wiejska    | Miasteczko | rohatyński     | 1440           |
|      | Rohatyn                 | Miasto           | Miasto     | rohatyński     | 5736           |
|      | Rozdół                  | Miasto           | Miasteczko | żydaczowski    | 3802           |
|      | Rożniatów               | Miasto           | Miasteczko | doliński       | 3266           |
|      | Skole                   | Miasto           | Miasteczko | skolski        | 5989           |
|      | Sokołów                 | Gmina wiejska    | Miasteczko | stryjski       | 698            |
|      | Sołotwina               | Gmina wiejska    | Miasto     | bohorodczański | 2136           |
|      | Stanisławów             | Miasto           | Miasto     | stanisławowski | 28204          |
|      | Stratyn                 | Gmina wiejska    | Miasteczko | rohatyński     | 373            |
|      | Stryj                   | Miasto           | Miasto     | stryjski       | 27358          |
|      | Śniatyn                 | Miasto           | Miasto     | śniatyński     | 10597          |
|      | Tłumacz                 | Miasto           | Miasteczko | tłumacki       | 5788           |
|      | Turka                   | Miasto           | Miasteczko | turczański     | 10030          |
|      | Tyśmienica              | Miasto           | Miasto     | tłumacki       | 7027           |
|      | Wojniłów                | Gmina wiejska    | Miasteczko | kałuski        | 3166           |
|      | Zabłotów                | Miasto           | Miasteczko | śniatyński     | 3583           |
|      | Żórawno                 | Miasto           | Miasteczko | żydaczowski    | 1926           |
|      | Żydaczów                | Miasto           | Miasto     | żydaczowski    | 3823           |